# Barrage de Djibloho
Le barrage de Djibloho est un barrage poids sur la rivière Wele, dans la province de Djibloho, en Guinée équatoriale. Il a pour fonction première d'alimenter la région en électricité.
Sa construction débute en 2008 ; il est inauguré en octobre 2012. Il s'agit de la plus grande centrale hydroélectrique du pays. Il a été principalement financé par le gouvernement, avec des aides du gouvernement chinois, et construit par la société publique chinoise Sinohydro.